# مندلیه‌وا
مندلیه‌وا (انگلیسی: Mendeleyeva) یک کوه آتشفشانی در جزایر کوریل کشور روسیه است.